# Rajd Polski 1959
Rajd Polski 1959 (19. Międzynarodowy Raid Samochodowy) – 19. edycja rajdu samochodowego Rajd Polski rozgrywanego w Polsce. Rozgrywany był od 8 do 9 maja 1959 roku. Bazą rajdu był Kraków. Rajd był drugą rundą Rajdowych samochodowych mistrzostw Polski w roku 1959. Podczas tego rajdu nie prowadzono klasyfikacji generalnej, ostateczne wyniki były podane tylko w odpowiednich klasach. 

## Wyniki końcowe rajdu[2]
Klasa VIII
| Miejsce | Kierowca           | Klub                       | Samochód      | Punkty |
| ------- | ------------------ | -------------------------- | ------------- | ------ |
| 1       | Henryk Ruciński    | Automobilklub Wielkopolski | Ford Zephyr   | 509,9  |
| 2       | Henryk Frąckowiak  | Automobilklub Wielkopolski | Opel Kapitan  | 628,1  |
| 3       | Stanisław Plucha   | Automobilklub Dolnośląski  | Warszawa M-20 | 643,3  |
| 4       | Tadeusz Dubas      | Automobilklub Krakowski    | Warszawa M-20 | 666,2  |
| 5       | Głubczyński        | Automobilklub Krakowski    | Warszawa M-20 | 709,3  |
| 6       | Zygmunt Krzyżaniak | Automobilklub Szczeciński  | Warszawa M-20 | 780,0  |

Klasa VII
| Miejsce | Kierowca           | Klub                       | Samochód      | Punkty |
| ------- | ------------------ | -------------------------- | ------------- | ------ |
| 1       | Andrzej Żymirski   | Automobilklub Warszawski I | Opel Olympia  | 646,5  |
| 2       | Zygmunt Szczęśniak | LPŻ Warszawa               | Citroen BL 11 | 767,5  |
| 3       | Edward Kuszewski   | LPŻ Warszawa               | Citroen BL 11 | 816,0  |

Klasa V
| Miejsce | Kierowca             | Klub                       | Samochód       | Punkty |
| ------- | -------------------- | -------------------------- | -------------- | ------ |
| 1       | Krzysztof Komornicki | Automobilklub Krakowski    | Simca Aronde   | 461,9  |
| 2       | Grzegorz Timoszek    | Automobilklub Warszawski   | Simca Aronde   | 484,8  |
| 3       | Jerzy Miodyński      | Automobilklub Śląski       | Simca Aronde   | 587,6  |
| 4       | Bogusław Osowiecki   | Automobilklub Warszawski I | Simca Aronde   | 594,3  |
| 5       | Tadeusz Modliński    | Automobilklub Łódzki       | Fiat 1100 Novo | 712,6  |
| 6       | Barbara Wojtowicz    | Automobilklub Warszawski   | Simca Aronde   | 743,6  |

Klasa IV
| Miejsce | Kierowca            | Klub                       | Samochód         | Punkty |
| ------- | ------------------- | -------------------------- | ---------------- | ------ |
| 1       | Kurt Rudiger        | ADMV                       | Wartburg         | 436,8  |
| 2       | Gunther Ruttinger   | ADMV                       | Wartburg         | 494,0  |
| 3       | Antoni Weiner       | Automobilklub Śląski       | IFA F9           | 499,6  |
| 4       | Mieczysław Sochacki | Automobilklub Krakowski    | Renault Dauphine | 575,0  |
| 5       | Aleksander Sobański | Automobilklub Krakowski    | Renault Dauphine | 654,0  |
| 6       | Otton Kondelka      | Automobilklub Warszawski I | Wartburg         | 664,7  |

1. 1 2  Nieliczony w klasyfikacji RSMP

Klasa III
| Miejsce | Kierowca          | Klub                           | Samochód    | Punkty |
| ------- | ----------------- | ------------------------------ | ----------- | ------ |
| 1       | Stanisław Wierzba | FSO - Automobilklub Warszawski | Syrena      | 527,0  |
| 2       | Marek Varisella   | FSO - Automobilklub Warszawski | Syrena      | 611,3  |
| 3       | Marian Zatoń      | FSO - Automobilklub Warszawski | Syrena      | 628,6  |
| 4       | Marian Repeta     | FSO - Automobilklub Warszawski | Syrena      | 671,0  |
| 5       | Zygmunt Gebethner | Automobilklub Warszawski       | Renault 4CV | 679,2  |
| 6       | Jerzy Dobrzański  | Automobilklub Krakowski        | Fiat 600    | 773,9  |